# Coplas sefardies
Coplas sefardies ist ein Liederzyklus von Alberto Hemsi (1898–1975) auf der Grundlage traditioneller sephardischer Lieder. Der Zyklus besteht aus insgesamt 60 Liedern für Gesang und Klavier, die in 10 Bänden mit sechs Stücken in jedem Band herausgegeben wurden.

## Geschichte
Alberto Hemsi beschäftigte sich seit den frühen 1920er Jahren mit sephardischer Musik. Er sammelte traditionelle Melodien und Texte zunächst im Kreise seiner Familie und Freunde. Ab 1928 ging er auf ausgedehnte Forschungsreisen in der Türkei und  Griechenland. Er reiste unter anderem mehrfach nach Thessaloniki und auf die Insel Rhodos. Überliefert sind die Namen von insgesamt 65 Informanten, darunter auch bulgarische und palästinensische Juden. Insgesamt wurden 232 Lieder gesammelt, von denen Hemsi nur 60 für seinen Zyklus Coplas sefardies benutzte. Um die Volkslieder einer breiten Öffentlichkeit zugänglich zu machen, wandelte er sie in Kunstlieder um, welche die authentische volkstümliche Grundlage mit einer anspruchsvollen Klavierbegleitung verbinden. 
Alberto Hemsi publizierte die ersten fünf Bände von 1932 bis 1938 in seinem eigenen Verlag Édition orientale de musique im ägyptischen Alexandria, die letzten fünf erschienen im französischen Exil von 1969 bis 1973.
Der israelische Sänger Assaf Levitin und der Pianist Naaman Wagner haben im Oktober 2017 den ersten Teil der Gesamteinspielung angefangen, als Koproduktion des Europäischen Instituts für Jüdische Musik in Hannover, des Saarländischen Rundfunks und der Elsbach Stiftung. Die israelische Sängerin Tehila Nini Goldstein und der Pianist Jascha Nemtsov produzieren eine weitere Einspielung des gesamten Zyklus Coplas sefardies in Kooperation mit dem Rundfunk Berlin-Brandenburg und den Achava Festspielen Thüringen.